# 35-я гвардейская механизированная бригада
35-я гвардейская механизированная Каменец-Подольская Краснознамённая, орденов Суворова, Кутузова и Богдана Хмельницкого бригада — гвардейская механизированная бригада Красной армии в годы Великой Отечественной войны.
Условное наименование — войсковая часть полевая почта (в/ч пп) № 22055.
Сокращённое наименование — 35 гв. мехбр.

## История формирования
На основании приказа НКО СССР № 050 от 17 марта 1945 года «О преобразовании 4 танковой армии в гвардейскую» 49-я механизированная Каменец-Подольская орденов Кутузова и Богдана Хмельницкого бригада была преобразована в гвардейскую. Директивой Генштаба КА № орг/4/83437 от 4 апреля 1945 года бригаде был присвоен новый номер 35-я гвардейская механизированная Каменец-Подольская орденов Кутузова и Богдана Хмельницкого бригада. 127-й танковый полк был переименован в 116-й гвардейский танковый полк.
Фактическое переименование произошло только 15 апреля 1945 года после выхода приказа 4-й гвардейской танковой армии.

## Участие в боевых действиях
Период вхождения в действующую армию: 17 марта 1945 — 11 мая 1945 года.
С 17 по 20 марта 1945 года бригада наступала в направлении: Клаинцейндель, Бехау, Отмахау.
С 21 по 26 марта вела оборонительные бои на реке Нейсе в районах: Фриденталь, Шеманедорф.
С 27 марта по 4 апреля бригада вела наступательные бои по окружению Ротиборской группировки противника.
11 апреля 1945 года бригада была передислоцирована в район Клеин-Зельтен, где занималась приведением в боевую готовность матчасти и вооружения. 16 апреля бригада выступила по маршруту Альт Кебельн, Кромлау и форсировав Нейсе сосредоточилась в лесу южнее Емашу. К исходу 16 апреля заняла Шлайфе и перешла в наступление в направлении Нойштадт, Шпревитц. 18 апреля 3-й мотострелковый батальон форсировал реку Шпрее и содействовал 16-й гвардейской механизированной бригаде по захвату плацдарма на западном берегу реки в районе Шпреталь. С рассветом 19 апреля части бригады переправились через Шпрее и штурмом заняли Бригитенхоф, Терппе, Вальсфурт. В 8.00 20 апреля 35-я бригада вместе с 16-й бригадой ударами с востока и юго-востока овладела Блунау, в 10.00 сломив сопротивление противника захватила Цолльхаус.
21 апреля бригада передислоцировалась в район Шленцер откуда 22 апреля перешла в наступление, к 19.20 захватила Рибен
и развивая наступление в 21.00 овладела Цаухбитц. 23 апреля бригада в 10.00 сломив сопротивление противника овладела Штюккен и преследуя противника схода овладела Тремсдорф и Фресдорф, в 18.00 овладела Бильденбрух. 24 апреля бригада продолжая наступательные бои овладела Дамсдорф, Гросс Кроитц, Езерин, Шмергов, в 15.00 форсировав реку Хабель сломила упорное сопротивление противника захватила Кетцин. В 23.30 в районе Этцин соединилась с 238-й стрелковой дивизией 1-го Белорусского фронта наступающего с севера, завершив полное окружение Берлина.
В 7.00 25 апреля 1945 года передовой отряд бригады в составе 1-го мотострелкового батальона с 6-ю танками начал действовать в направлении Потсдам. В течение двух дней части бригады вели бои за овладение Потсдам, к исходу 27 апреля захватили город соединившись с частями 10-го танкового корпуса.
28 апреля бригада сменила дислокацию и начала наступление в направлении Бранденбург. В 17.00 30 апреля 2-й мотострелковый батальон действуя совместно с 16-й бригадой с востока, соединился с частями 1-го белорусского фронта наступавшими с запада.
С 6 по 10 мая 1945 года бригада в составе корпуса наступала в направлении города Прага.

## Состав
- Управление бригады (штат № 010/420)
- 1-й мотострелковый батальон (штат № 010/421)
- 2-й мотострелковый батальон (штат № 010/421)
- 3-й мотострелковый батальон (штат № 010/421)
- Миномётный батальон (штат № 010/422)
- Артиллерийский дивизион (штат № 010/423)
- Рота ПТР (штат № 010/424)
- Рота автоматчиков (штат № 010/425)
- Разведывательная рота (штат № 010/426)
- Рота управления (штат № 010/427)
- Рота техобеспечения (штат № 010/428)
- Инженерно-минная рота (штат № 010/429)
- Автомобильная рота (штат № 010/430)
- Медико-санитарный взвод (штат № 010/431)
- Зенитно-пулемётная рота (штат № 010/451)
- 116-й гвардейский танковый полк (штат № 010/465)[11]

## Подчинение
| Дата           | Фронт (округ)        | Армия                          | Корпус                                  | Примечания |
| -------------- | -------------------- | ------------------------------ | --------------------------------------- | ---------- |
| 1.04.1945 года | 1-й Украинский фронт | 4-я гвардейская танковая армия | 6-й гвардейский механизированный корпус | -          |
| 1.05.1945 года | 1-й Украинский фронт | 4-я гвардейская танковая армия | 6-й гвардейский механизированный корпус | -          |

## Командование бригады

### Командир бригады
- Селиванчик, Николай Яковлевич (17.03.1945 — 11.04.1945), гвардии полковник;
- Туркин, Пётр Никитович (11.04.1945 — 26.06.1945), гвардии полковник[12][13]

### Заместитель командира бригады по строевой части
- Старовойт Григорий Васильевич (17.03.1945 — 26.06.1945), гвардии подполковник[14]

### Начальники штаба бригады
- Архипов Аркадий Афанасьевич (17.03.1945 — 11.04.1945), гвардии подполковник;
- Нестеренко Владимир Ильич (11.04.1945 — 26.06.1945), гвардии майор[12], гвардии подполковник

### Начальник политотдела, заместитель командира по политической части
- Скряго Афанасий Георгиевич (17.03.1945 — 26.06.1945), гвардии подполковник[14]

## Награды и почётные наименования
| Награды и почётные наименования            | Дата награждения                                                             | За что получена |
| ------------------------------------------ | ---------------------------------------------------------------------------- | --- |
| Почётное звание «Гвардейская»              | присвоено приказом НКО СССР № 050 от 17 марта 1945 года                      | за проявленную отвагу в боях за Отечество с немецкими захватчиками, за стойкость, мужество, дисциплину и организованность, за героизм личного состава (при преобразовании 4-й танковой армии в гвардейскую)                                                                             |
| Почётное наименование «Каменец-Подольская» | присвоено приказом Верховного главнокомандующего № 078 от 3 апреля 1944 года | за отличия в боях с немецкими захватчиками за освобождение городов Проскуров, Каменец-Подольск, Чертков, Гусятин и Залещики (унаследовала от 49-й механизированной бригады) |
| Орден Красного Знамени                     | награждена указом Президиума Верховного Совета СССР от 28 мая 1945 года      | за образцовое выполнение заданий командования в боях с немецкими захватчиками при овладении городом Бранденбург и проявленные при этом доблесть и мужество |
| Орден Богдана Хмельницкого I степени       | награждена указом Президиума Верховного Совета СССР от 10 августа 1944 года  | за образцовое выполнение заданий командования в боях с немецкими захватчиками, за овладение городом Львов и проявленные при этом доблесть и мужество (унаследовала от 49-й механизированной бригады)                                                                                    |
| Орден Суворова II степени                  | награждена указом Президиума Верховного Совета СССР от 28 мая 1945 года      | за образцовое выполнение заданий командования в боях при прорыве обороны немцев на реке Нейсе и овладении городами Коттбус, Люббен, Цоссен, Беелитц, Лукенвальде, Тройенбритцен, Цана, Мариенфельде, Треббин, Рангсдорф, Дидерсдорф, Кельтов и проявленные при этом доблесть и мужество |
| Орден Кутузова II степени                  | награждена указом Президиума Верховного Совета СССР от 19 февраля 1945 года  | за образцовое выполнение заданий командования в боях с немецкими захватчиками, за овладение городом Питрокув (Петроков) и проявленные при этом доблесть и мужество (унаследовала от 49-й механизированной бригады)                                                                      |

Также был удостоен наград и почётных наименований входивший в состав бригады:
| 116-й гвардейский танковый Пражский орденов Кутузова и Богдана Хмельницкого полк | 116-й гвардейский танковый Пражский орденов Кутузова и Богдана Хмельницкого полк | 116-й гвардейский танковый Пражский орденов Кутузова и Богдана Хмельницкого полк |
| Награда (наименование)                                                           | Дата награждения                                                                 | За что получена |
| -------------------------------------------------------------------------------- | -------------------------------------------------------------------------------- | --- |
| Почётное звание «Гвардейский»                                                    | присвоено приказом НКО СССР № 050 от 17 марта 1945 года.                         | за проявленную отвагу в боях за Отечество с немецкими захватчиками, за стойкость, мужество, дисциплину и организованность, за героизм личного состава (при преобразовании 4-й танковой армии в гвардейскую)                                                                              |
| Почётное наименование «Пражский»                                                 | присвоено приказом Верховного главнокомандующего № 0115 от 11 июня 1945 года     | за отличия в боях при освобождении города Прага |
| Орден Кутузова III степени                                                       | награждён указом Президиума Верховного Совета СССР от 28 мая 1945 года           | за образцовое выполнение заданий командования в боях при прорыве обороны немцев на реке Нейссе и овладении городами Коттбус, Люббен, Цоссен, Беелитц, Лукенвальде, Тройенбритцен, Цана, Мариенфельде, Треббин, Рангсдорф, Дидерсдорф, Кельтов и проявленные при этом доблесть и мужество |
| Орден Богдана Хмельницкого II степени                                            | награждён указом Президиума Верховного Совета СССР от 26 апреля 1945 года        | за образцовое выполнение заданий командования в боях при прорыве обороны немцев и разгроме войск противника юго-западнее Оппельн и проявленные при этом доблесть и мужество (унаследовал от 127-го танкового полка)                                                                      |

## Отличившиеся воины
| Награда | Ф. И.О                       | Должность                                                     | Звание  | Дата награждения                 | Примечания                                                                                                |
| ------- | ---------------------------- | ------------------------------------------------------------- | ------- | -------------------------------- | --- |
|         | Гончаров Иван Иванович       | командир пулемётного отделения 1-го мотострелкового батальона | гвардии | 25.05.1944 06.02.1945 27.06.1945 | |
|         | Грузиненко Андрей Лукьянович | командир 76-мм орудия 4-й батареи артиллерийского дивизиона   | гвардии | 18.04.1944 20.02.1945 27.06.1945 | погиб в бою 22 апреля 1945 года, похоронен в братской могиле на южной окраине населённого пункта Доббрико |
|         | Калмыков Борис Фёдорович     | командир отделения инженерной минной роты                     | гвардии | 15.08.1944 20.02.1945 27.06.1945 | |

## Послевоенная история
10 июля 1945 года, в соответствии с директивой Ставки Верховного Главнокомандования № 11096 от 29 мая 1945 года, 35-я гвардейская механизированная бригада, в составе 6-го гвардейского механизированного корпуса вошла в Центральную группу войск.
26 июня 1945 года, на основании приказа НКО СССР № 0013 от 10 июня 1945 года, 35-я гвардейская механизированная бригада была преобразована в 35-й гвардейский механизированный полк (в/ч 22055) в составе 6-й гвардейской механизированной дивизии (в/ч 89428).